# Paretroplus nourissati
Paretroplus nourissati är en fiskart som först beskrevs av Allgayer, 1998.  Paretroplus nourissati ingår i släktet Paretroplus och familjen Cichlidae. IUCN kategoriserar arten globalt som sårbar. Inga underarter finns listade i Catalogue of Life.